# Trachelas sinuosus
Espèce
Trachelas sinuosus est une espèce d'araignées aranéomorphes de la famille des Trachelidae.

## Distribution
Cette espèce est endémique des États-Unis. Elle se rencontre en Géorgie et en Floride.

## Description
Les mâles mesurent de 4,25 à 5,40 mm et les femelles de 5,98 à 6,26 mm.

## Publication originale
- Platnick & Shadab, 1974 : A revision of the tranquillus and speciosus groups of the spider genus Trachelas (Araneae, Clubionidae) in North and Central America. American Museum Novitates, no 2553, p. 1-34 (texte intégral).